# Malo bella
Malo bella Gershwin, 2014 è una cubomedusa della famiglia Carukiidae. È la specie più piccola del genere Malo.

## Descrizione
Si tratta di una cubomedusa che raggiunge dimensioni molto piccole anche allo stadio adulto: l'olotipo misura 20 mm di altezza della campana e gli altri esemplari raccolti avevano misure simili. La campana è quasi trasparente ed i canali del velarium hanno tre diramazioni per ottante. I nematocisti sull'ombrella sono disposti irregolarmente e di colore rossastro. Le corna della nicchia del ropalio sono corte e dritte, mentre lo statolite (un organo del ropalio atto a orientare la medusa nello spazio) ha forma perfettamente emisferica.
I pedalia, i muscoli alla base dell'ombrella, sono lisci e senza nematocisti. Di contro, i corti tentacoli che dipartono da ogni pedalium sono provvisti di fasce orizzontali.
Nella cavità gastro-vascolare della M. bella sono assenti le facelle, anche se lo stomaco ha numerose pieghe parallele che indicano una notevole capacità di espansione. Si teorizza che le pieghe della cavità gastrovascolare possano anche fornire una superficie maggiore agli enzimi, facilitando così la digestione e sopperendo alla mancanza di facelle. Il mesentere è evidente e molto sviluppato, congiungendosi al gastroderma fino all'altezza dei ropali.

## Distribuzione e habitat
La M. bella nelle acque poco profonde attorno alle isole al largo di Exmouth, in Australia Occidentale. Le acque nelle quali evolve hanno una temperatura di circa 20 °C.

## Pericolosità
Anche se la pericolosità della puntura della M. bella non è nota, dato che non vi sono casi registrati, si suppone che sia potenzialmente dannosa. La sua vicinanza genetica con la M. kingi (letale) e con la M. maxima (capace di causare una seria sindrome di Irukandji) suggerisce che la specie sia da considerare pericolosa.

## Nome
Questa medusa Malo è stata chiamata "bella" in riferimento alla sua bellezza derivante dalle sue dimensioni minute e alla pittoresca regione dell'isola di Montebello in Australia Occidentale, nei pressi della quale l'olotipo è stato pescato.